# 2017년 3월 죽음
다음은 2017년 3월에 사망한 저명한 인물 목록이다.
- 3월 2일 - 대한민국의 배우 민욱
- 3월 3일
  - 아이티의 제38대 대통령 르네 프레발
  - 프랑스의 축구선수 레몽 코파
  - 미국의 가수 토미 페이지
- 3월 8일 - 대한민국의 수영선수 김봉조
- 3월 9일 - 미국의 야구인 빌 핸즈
- 3월 10일
  - 대한민국의 장로교 목사 안만수
  - 영국의 자동차 경주 선수 존 서티스
- 3월 14일 - 일본의 배우 와타세 츠네히코
- 3월 17일 - 세인트루시아의 시인 데릭 월컷
- 3월 18일 - 미국의 가수 척 베리
- 3월 20일 - 미국의 사업가 데이비드 록펠러
- 3월 24일 - 대한민국의 경찰관 최중락
- 3월 25일 - 대한민국의 소설가 허근욱
- 3월 26일 - 대한민국의 철학자 박이문
- 3월 30일 - 조선민주주의인민공화국의 정치인 김기룡